# 帕洛马山天文台
帕洛馬山天文台（英語：Palomar Observatory）是美國加利福尼亞州的洛杉磯東南方145（90英里）的聖地牙哥郡，位於帕洛馬山脈海拔1706米的一個天文觀測臺。它是在美国天文学家喬治·海爾的领导下，洛克菲勒基金会捐款，于1928年建成，由位在帕薩迪納的加州理工學院擁有和營運。研究时段专项授予加州理工学院及其科研合作伙伴，包括喷气推进实验室与康奈尔大学。
天文臺有好幾架望遠鏡，包括200英吋（5.1）的海爾望遠鏡，和负责寻找射电源的光學对应物及超新星爆发的48英寸（1.2）的塞繆爾·奧斯欽望遠鏡。此外，天文台還有其它的儀器和專案，例如帕洛瑪試驗干涉儀和擁有歷史意義的18英寸（(0.46)施密特望遠鏡；帕洛馬天文台的第一架望遠鏡可以追溯到1936年。
1969年，为纪念美国天文学家海爾，帕洛马山天文台和威尔逊山天文台合并成为海爾天文台。

## 外部連結
- 官方网站
- 帕洛马山天文台的Facebook專頁
- YouTube上的帕洛马山天文台頻道

33°21′23″N 116°51′53″W / 33.3562609°N 116.8648209°W